# Gare de Port-la-Nouvelle
Gare de Port-la-Nouvelle vasútállomás Franciaországban, Port-la-Nouvelle településen.

## Vasútvonalak
Az állomást az alábbi vasútvonalak érintik:
- Narbonne–Portbou-vasútvonal

## Kapcsolódó állomások
A vasútállomáshoz az alábbi állomások vannak a legközelebb:
- Gare de Narbonne
- Gare de Leucate-La Franqui